# 科西尼宮
科西尼宮（義大利語：Palazzo Corsini）是位於義大利羅馬的一座後期巴洛克風格的建築。科西尼宮由科西尼家族修建於1730年至1740年期間。其前身是一座於15世紀的別墅。現在科西尼宮是義大利國家科學研究院的所在地。

## 外部連結

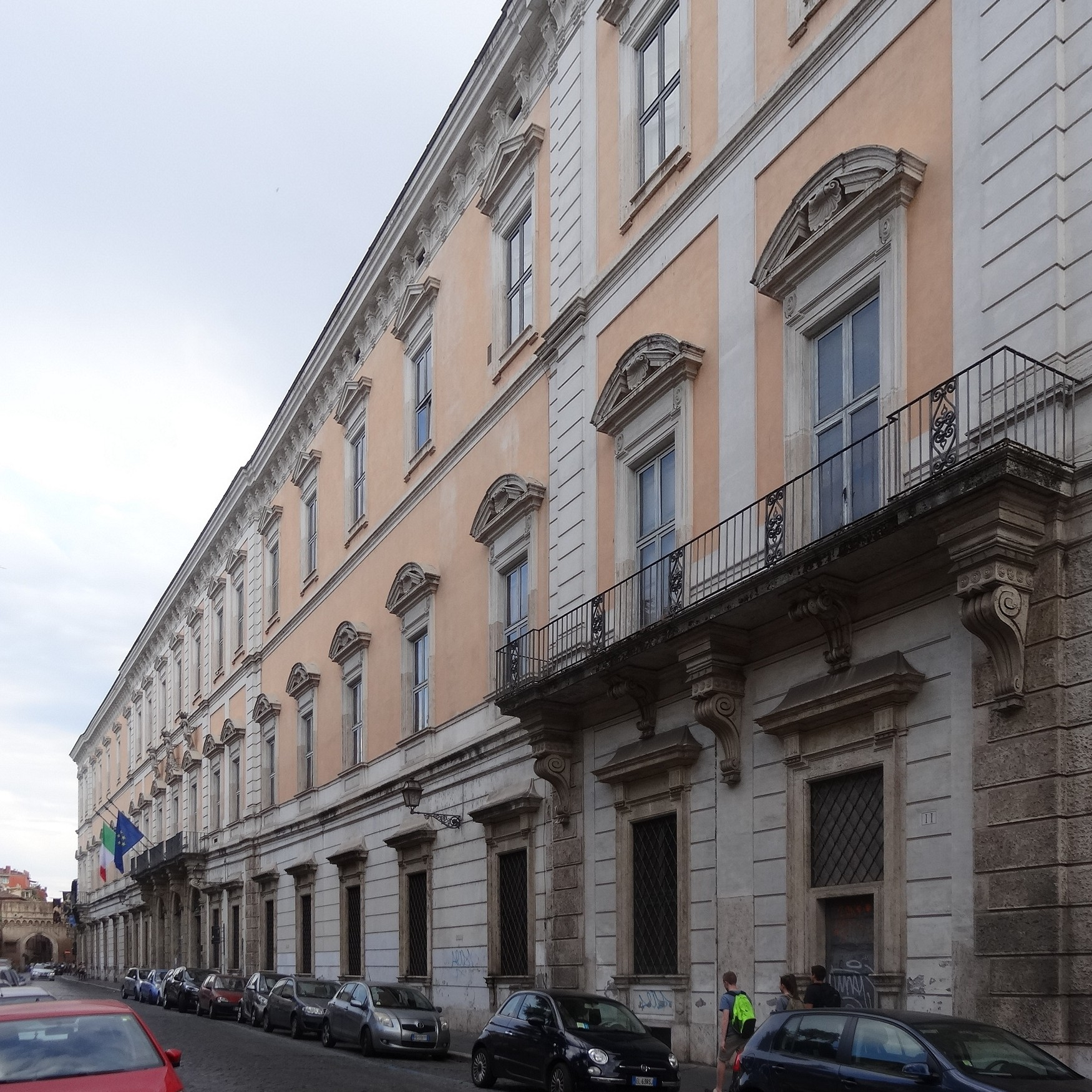
科西尼宮外景

- Palazzo Corsini （页面存档备份，存于）
- Accademia Nazionale dei Lincei, hosted in the Palazzo Corsini and neighboring Villa Farnesina.
- Romecity entry （页面存档备份，存于）

Template:罗马博物馆